# Jonis Bascir
Jonis Bascir (Roma, 17 de septiembre de 1960), también conocido como Jonis Bashir, es un actor y músico de ascendencia somalí, nacido en Italia. Inició su carrera como actor a mediados de la década de 1980, apareciendo principalmente en producciones de televisión italianas. En los años 1990 incursionó en el cine, apareciendo tanto en cortometrajes como en largometrajes de destacados directores como Pasquale Squitieri, Renzo Martinelli, Loredana Cannata, Edoardo Leo y Marco Risi. Como cantante y músico ha grabado una gran cantidad de bandas sonoras para películas y series de televisión, además de ser miembro de varias agrupaciones de jazz, blues y gospel.

## Primeros años
Jonis es hijo de Muheddin Hagi Bascir. Nació en Roma, Italia, en 1960. Su padre es somalí y su madre es italiana. En su juventud, vivió entre cinco y seis años en Somalia.
Es nieto de Haji Bashir Ismail Yusuf, el primer presidente de la Asamblea Nacional de Somalia.
En la actualidad está casado con Nicoletta.

## Carrera
Profesionalmente, Jonis es reconocido por su papel en la popular serie italiana Un medico in famiglia (1998–2008), emitida por la cadena Rai 1. También apareció en Il mercante di pietre (2006), Anita Garibaldi (2012) y Regalo a sorpresa (2013), entre muchas otras producciones de cine y televisión. Durante su carrera ha trabajado con destacados directores como Pasquale Squitieri, Loredana Cannata, Edoardo Leo, Renzo Martinelli y Marco Risi, y ha grabado las bandas sonoras de producciones como Senza, Tre tocchi, L'Apartamento, Autunno e Inverno y la propia Un medico in famiglia. Adicionalmente, Jonis se presenta regularmente con su banda, en la que interpreta géneros como el jazz y el blues.

## Filmografía

### Cine

#### Largometrajes
- Stupor Mundi, de Pasquale Squitieri (1997)
- Simpatici e antipatici, de Christian De Sica (1998)
- Comunque mia, de Sabrina Paravicini (2004)
- Il mercante di pietre, de Renzo Martinelli (2006)
- Il mercante di stoffe, de Antonio Baiocco (2009)
- Regalo a sorpresa, de Fabrizio Casini (2013)
- Buongiorno papà, de Edoardo Leo (2013)
- Una Diecimilalire, de Luciano Luminellii (2013–2014)
- Tre tocchi, de Marco Risi (2013)
- Non c'è due senza te, de Massimo Cappelli (2014)
- Ustica - The missing paper, de Renzo Martinelli (2015)
- Come si fa a vivere così, de Loredana Cannata (2016/2017)

#### Cortometrajes
- Le 5 forze di Porter, de Massimo Cappelli (1996)
- Il tuo paradiso, de Riccardo Acerbi (1997)
- Toilette, de Massimo Cappelli (1999)
- Il sinfamolle, de Massimo Cappelli (2001)
- Amalia, de Biagio Fersini (2012)

### Televisión
- Di che vizio sei?, de Gigi Proietti (1988)
- Villa Arzilla, de Gigi Proietti (1990)
- Il caso Bebawi, de Valerio Jalongo (1996)
- Il commissario Montalbano: Il ladro di merendine, de Alberto Sironi (1998)
- Incantesimo - serie de televisión, 1 episodio (2001)
- Padri, de Riccardo Donna (2002)
- Soraya, de Lodovico Gasparini (2003)
- Empire - serie de televisión, 1 episodio (2005)
- Un posto al sole - 1 episodio (2005)
- Un medico in famiglia - serie de televisión (1998-2007)
- Due imbroglioni e... mezzo! 2 (2010)
- La ladra - serie de televisión, 1 episodio (2010)
- Il commissario Rex - serie de televisión, 1 episodio (2011)
- Anita Garibaldi, de Claudio Bonivento (2012)
- Il caso Enzo Tortora - Dove eravamo rimasti?, de Ricky Tognazzi (2012)
- Roma nuda, de Giuseppe Ferrara (2013)
- Centovetrine (2015)
- Il sistema - serie de televisión, de Carmine Elia (2015)

### Vídeoclips
- Jermaine Jackson y Pia Zadora - When the Rain Begins to Fall
- Mike Francis - Ma Lo Sai?
- Alex Britti - Festa
- Piji Siciliani - La mia bella di domenica
- Inverso - La Pioggia Che Non Cade

## Proyectos musicales
- 1990 -  Lavori In Corso Blues Band
- 1992 -  Tour Giappone Italian Pret A Porter
- 1995 -  High Spirit (Gospel)
- 1995 - The Platters
- 1996 -  Carràmba! Che sorpresa singer
- 1999 -  Attenti Alla Noia, cortometraje de Riccardo Acerbi - banda sonora
- 1999 -  Jonis And The Supersoulfighters, tributo a Lenny Kravitz[15]
- 2005 -  Un posto al sole -  Rai 3, guitarrista
- 2007 -  Senza, documental de Sabrina Paravicini - banda sonora
- 2007 -  Un medico in famiglia, banda sonora
- 2010-  L'Estasi dell'Anima - banda sonora
- 2012 -  BEIGE - L'importanza di essere diverso - banda sonora
- 2013 -  Il Treno del Blues con Jona's Blues Band
- 2014 -  Tre tocchi, de Marco Risi - banda sonora
- 2014 -  Non c'è due senza te, de Massimo Cappelli - banda sonora
- 2015 -  L'Appartamento, de Vanessa Gasbarri - banda sonora
- 2015 -  Dall'alto di una fredda torre, de Francesco Frangipane - banda sonora
- 2015 -  Il Grande Male, de Sargis Galstyan - banda sonora
- 2015 -  Autunno e Inverno, de Francesco Frangipane - banda sonora
- 2016 -  Spot Against Drugs, de Marco Bonini - banda sonora
- 2016 -  Ritratti di Signora, de Vanessa Gasbarri - banda sonora
- 2016 -  Ostaggi, de Angelo Longoni - banda sonora
- 2016/2017 -  Rosso Giungla, de Vanessa Gasbarri - banda sonora
- 2017 -  Risiko, de Vanessa Gasbarri - banda sonora
- 2017 -  Boomerang, de Angelo Longoni  - banda sonora
- 2018 -  Tu mi nascondi qualcosa, de Giuseppe Loconsole - banda sonora
- 2018 -  Ti racconto una storia, de Edoardo Leo - banda sonora
- 2018 -  Affiliazione, cortometraje de Gianluca Blumetti - banda sonora
- 2018 -  Verticale di 6, cortometraje de Massimiliano Pazzaglia - banda sonora
- 2019 -  Bahlsen, serie de televisión - banda sonora